# Sandra Torres (politicus)

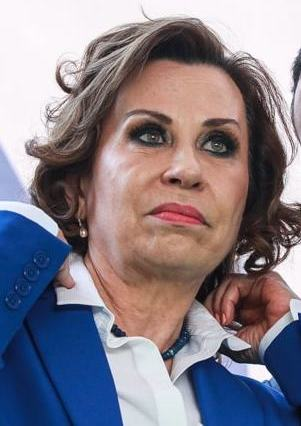
Sandra Torres in 2019

Sandra Julieta Torres Casanova (Melchor de Mencos, 5 oktober 1955) is een Guatemalteeks politica van de Nationale Eenheid van de Hoop (UNE) en was presidentskandidaat voor de algemene verkiezingen van 2015, 2019 en 2023. Van 2008 tot 2011 was zij “first lady” van Guatemala.

## Achtergrond
Sandra Torres werd geboren in de gemeente Melchor de Mencos, in het departement Petén. Zij voltooide met goed gevolg haar studie communicatiewetenschappen aan de Universiteit van San Carlos de Guatemala en behaalde een master in openbaar bestuur aan de Universiteit Rafael Landívar.
In haar professionele loopbaan was Torres als zakenvrouw betrokken bij diverse particuliere textielfabrieken, waar zij verantwoordelijk was voor de productie en de administratie. Uit haar eerste huwelijk heeft zij vier kinderen. In 2003 huwde zij Álvaro Colom, president van Guatemala (2008-2012), welk huwelijk in 2011 werd ontbonden.

## Politieke loopbaan
Torres is secretaris-generaal van de UNE vanaf 2011. Daarvoor had zij een groot deel van haar professionele leven aan de politiek gewijd. Zij werkte onder meer aan plannen, programma's, projecten en wetsvoorstellen inzake sociale ontwikkeling. Binnen de UNE bevorderde zij het initiatiefwetsvoorstel tegen femicide (moord uit vrouwenhaat) en het initiatiefwetsvoorstel verantwoord ouderschap. Beide wetten werden in 2008 aangenomen.
Torres was oprichter van de Coordinadora Nacional de la Mujer (nationale coördinator van de vrouwen) voor de UNE, waardoor meer dan 30.000 Guatemalteekse vrouwen, waaronder Garifuna- en Xinka-vrouwen, hun specifieke eisen zouden kunnen kanaliseren. Daarnaast werd zij benoemd tot voorzitter van de Consejo de Cohesión Social (Raad voor sociale cohesie), een instituut belast met het afstemmen van sociale investeringen op de uitroeiing van extreme armoede en op armoedebestrijding in het algemeen. Het is zeer onduidelijk hoe deze organisaties in de praktijk hebben uitgepakt. Ook bestaat gerede twijfel aan de wijze waarop Torres' partij gefinancierd werd.  

### Presidentskandidaat
Torres werd in 2011 door de UNE voorgedragen als kandidaat voor het presidentschap van Guatemala. Ondanks haar scheiding van Álvaro Colom diskwalificeerde het constitutioneel hof haar kandidatuur, daar opvolging door familieleden of verwanten van een zittende president wettelijk uitgesloten is. Voor de presidentsverkiezingen in 2015 werd zij toegelaten als kandidaat en eindigde tweede in de eerste stemronde. In de tweede ronde verloor zij van haar tegenstander Jimmy Morales. In 2019 werd Torres wederom presidentskandidaat voor de UNE. In de eerste stemronde op 16 juni 2019 ging zij aan kop met ruim 25% van de stemmen. Op 11 augustus 2019 verloor zij van haar tegenstander Alejandro Giammattei, die 60% van de stemmen behaalde in de tweede ronde. In 2023 was Torres voor de derde maal presidentskandidaat. Zij verloor de tweede ronde van Bernardo Arévalo. Zij toonde zich een slechte verliezer en trachtte uit alle macht Arévalo in discrediet te brengen, evenwel zonder succes. 